# Бурмистров, Пётр Васильевич
Пётр Васильевич Бурмистров — машинист экскаватора на строительстве Братской ГЭС, Иркутская область. Герой Социалистического Труда (1957).

## Биография
В Братск прибыл с Красноярскгэсстроя, работал в управлении строительства экскаваторно-тракторных работ Братскгэсстроя. Освоил более 15 марок экскаваторов и кранов, в совершенстве работал на всех видах оборудования экскаваторов — прямой и обратной лопате, драглайне, кране, дизельмолоте, грейфере. На его счету более 1 млн. 600 тыс. кубометров земельно-скальных грунтов и 150 тыс. кубометров монолитного бетона, уложенного в тело плотины гидроузла.
После освоения земельно-скальных работ, укладки монолитного бетона в сооружение Братского гидроузла и его объектов, П. В. Бурмистров с конца 1961 года работал на строительстве Братского ЛПК.
После окончания грандиозной стройки переехал в Усть-Илимск, где работал на строительстве Усть-Илимской ГЭС. После выхода на пенсию продолжал жить в Усть-Илимске.

### Трудовой подвиг
23 февраля 1966 года за выдающееся успехи, достигнутые в сооружении Братской гидроэлектростанции, большой вклад, внесенный в разработку и внедрение новых технических решений и прогресс иных методов труда в строительстве гидросооружений, линий электропередачи и монтаж оборудования П. В. Бурмистров получил звание «Герой Социалистического Труда».